# Ixora rugulosa
Ixora rugulosa là một loài thực vật có hoa trong họ Thiến thảo. Loài này được Wall. ex Kurz mô tả khoa học đầu tiên năm 1875.